# Laurens De Plus
Laurens De Plus (Aalst, 4 de septiembre de 1995) es un ciclista profesional belga que desde 2021 corre para el equipo INEOS Grenadiers.
En el Giro de Lombardía 2017 sufrió una caída por un barranco, aunque no tuvo lesiones graves.

## Palmarés
2015 (como amateur):
- 1 etapa del Giro del Valle de Aosta

2019
- BinckBank Tour

## Resultados en Grandes Vueltas y Campeonatos del Mundo
| Carrera              | Carrera              | 2016 | 2017 | 2018 | 2019 | 2020 | 2021 | 2022 | 2023 | 2024 |
| -------------------- | -------------------- | ---- | ---- | ---- | ---- | ---- | ---- | ---- | ---- | ---- |
|                      | Giro de Italia       | —    | 24.º | —    | Ab.  | —    | —    | —    | 10.º | —    |
|                      | Tour de Francia      | —    | —    | —    | 23.º | —    | —    | —    | —    | 15.º |
|                      | Vuelta a España      | —    | —    | Ab.  | —    | —    | —    | —    | Ab.  | Ab.  |
| Mundial en Ruta      | Mundial en Ruta      | —    | —    | Ab.  | —    | —    | —    | —    | —    | Ab.  |
| Mundial Contrarreloj | Mundial Contrarreloj | —    | 22.º | 50.º | —    | —    | —    | —    | —    | —    |

—: no participa

Ab.: abandono

## Equipos
- Quick Step (2016-2018)
  - Etixx-Quick Step (2016)
  - Quick-Step Floors (2017-2018)
- Team Jumbo-Visma (2019-2020)
- INEOS Grenadiers[3] (2021-)